# Flussneunauge
Das Flussneunauge (Lampetra fluviatilis) ist eine Art der Neunaugen (Petromyzontidae) und damit ein Rundmaul (Cyclostomata). Es ist ein anadromer Wanderer, was heißt, dass die adulten Flussneunaugen zum Laichen aus dem Meer ins Süßwasser wandern. Im Meer ernähren sich die Flussneunaugen von Fischen, an die sie sich mit ihrem Saugmaul anheften. Mit der bezahnten Zunge wird das Muskelfleisch des Fisches abgeraspelt. Ein von Drüsen in der Mundhöhle gebildetes Sekret verhindert dabei die Gerinnung des Blutes. 
Das Flussneunauge ist zusammen mit dem Bachneunauge in Deutschland 1988 zum Fisch des Jahres ernannt worden.

## Merkmale
Wie alle anderen Neunaugen hat auch das Flussneunauge einen langgestreckten, aalartigen Körper, dessen Länge meist zwischen 30 und 40 Zentimeter beträgt. Es besitzt keine paarigen Flossen und die Rückenflosse ist zweigeteilt in einen vorderen und einen hinteren Abschnitt. Der hintere Teil bildet gemeinsam mit der Schwanzflosse und der Afterflosse einen unterbrochenen Flossensaum, der das Hinterende des Tieres umgibt. Die Färbung ist an Flanken und Rücken dunkelgrau bis graugrün, die Bauchseite bleibt dabei weiß. Die Männchen sind etwas kleiner als die Weibchen.
Auffällig sind die sieben runden Kiemenöffnungen, die gemeinsam mit dem echten Auge und der Nasenöffnung zum Namen „Neunauge“ geführt haben. Das Maul ist zu einem Saugmaul umgestaltet, mit dem sich das parasitisch lebende Tier an seinen Wirten festsaugen kann. In diesem Maul stehen fünf bis neun scharfe Hornzähne auf einer Hornplatte unterhalb der Mundöffnung. Hinzu kommen weitere kräftige Zähne oberhalb und neben der Mundöffnung.

## Verbreitung

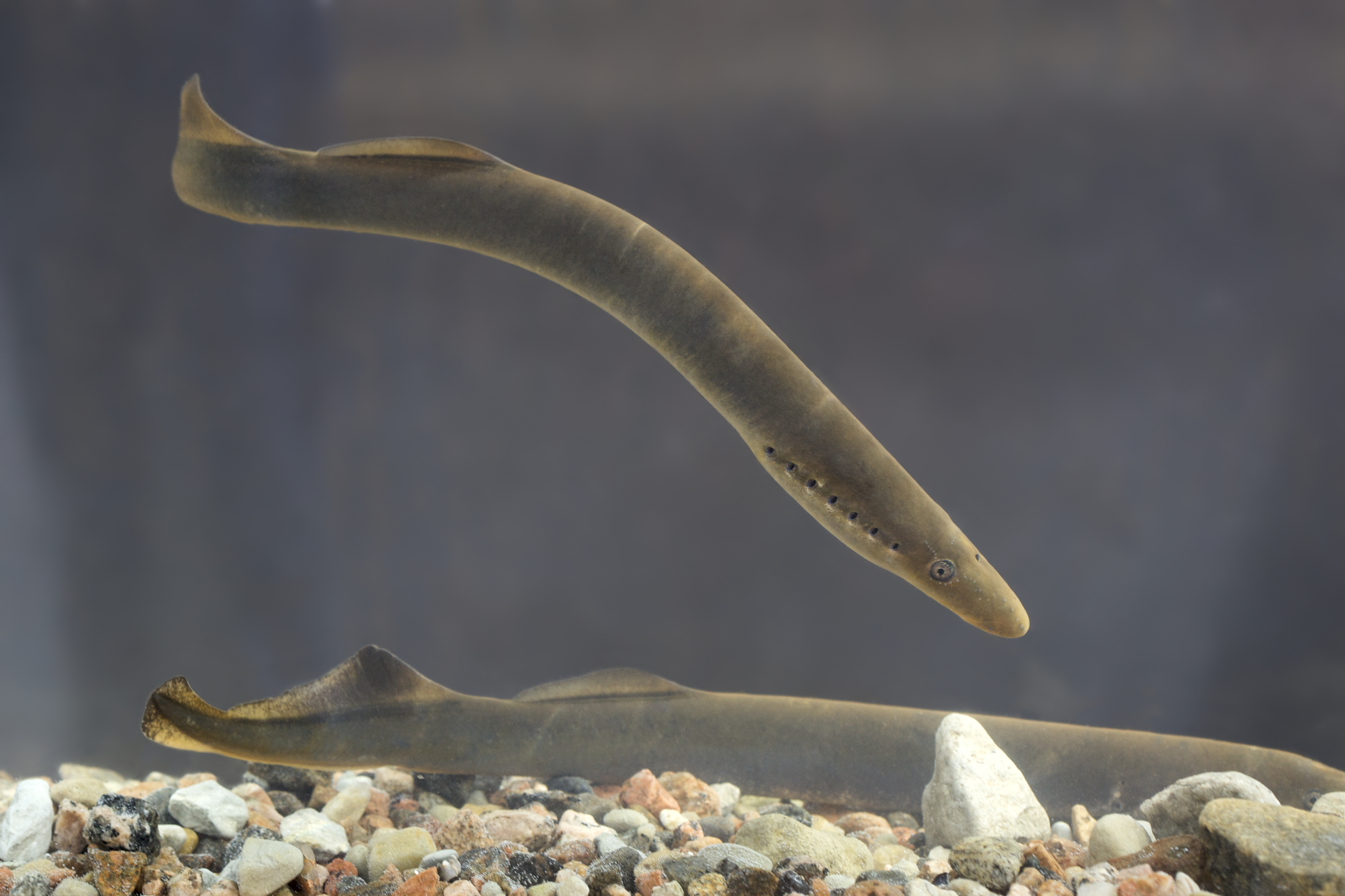
Flussneunaugen

Das Flussneunauge lebt in allen größeren Flüssen Europas und ihren Mündungsgebieten sowie in den angrenzenden Meeresgebieten. Keine Nachweise gibt es für das östliche Mittelmeer und das gesamte Einzugsgebiet des Schwarzen Meers einschließlich der Donau, außerdem fehlt es in den Gebieten des nördlichen Skandinavien sowie in den meisten Gewässern der Alpen.

## Lebensweise

### Ernährung
Erwachsene Flussneunaugen leben als Ektoparasiten an Fischen im Meer. Sie heften sich mit ihrem Saugmaul an ihre Wirte an und raspeln mit den Hornzähnen Gewebeteile der Wirte ab. Das aufgenommene Blut gerinnt dabei aufgrund spezieller Enzyme im Speichel der Neunaugen nicht.
Die Larven dagegen leben in Süßwasser und ernähren sich als Filtrierer von Planktonorganismen und organischen Schwebeteilchen (siehe unten).

### Fortpflanzung und Entwicklung
Die Jungtiere des Flussneunauges schlüpfen nach etwa zwei bis drei Wochen aus den Eiern in ihren Brutgebieten und graben sich dort in den schlammigen Boden ein. Sie werden Querder genannt und sind anatomisch von den ausgewachsenen Tieren verschieden. Zu den wichtigsten Larvalmerkmalen gehört ein Kiemendarm, mit dem sie Nahrungspartikel aus dem Wasser filtern können. Dafür stecken sie mit Ausnahme des Kopfes im Sediment und nehmen Plankton und organisches Material auf. Sie besitzen in diesem Stadium zudem keine Augen. Diese Larvenzeit dauert zwischen drei und vier Jahre, in denen die Tiere auf eine Länge von etwa 15 Zentimeter anwachsen. Danach kommt es zu einer mehrwöchigen Metamorphose, bei der sich der Kiemendarm in die Kiemen umbildet und sich die weiteren Merkmale der ausgewachsenen Tiere bilden.
Die jungen Flussneunaugen wandern mit der Strömung zum Meer und leben dort bis zum Eintritt der Geschlechtsreife. Sie halten sich vorwiegend im flachen Küstenbereich auf. Anders als die größer werdenden Meerneunaugen sind Flussneunaugen in der Lage, Haut- und Muskelstücke von ihren Opfern abzuraspeln. Gelegentlich dringen sie dabei bis in die Leibeshöhle ihrer Beutefische ein und töten diese dadurch. Zu den Fischen, die von Flussneunaugen befallen werden, zählen Heringe und Dorsche. Die geschlechtsreifen Tiere stellen im Herbst die Nahrungsaufnahme ein und wandern bis in die Oberläufe der Flüsse. Es ist bislang noch nicht geklärt, ob sie dabei in ihre Ursprungsgewässer zurückkehren. Während der Rückwanderung bildet sich der Darm zurück. Nach dem Aufwandern in die Laichflüsse machen die Flussneunaugen erst eine Winterruhe durch, danach verpaaren sie sich in den Monaten von Februar bis Mai.
Sie laichen dann bei Wassertemperaturen ab 9 °C in kleinen Gruppen ab. Wie das Männchen des Bachneunauges schlagen auch die Flussneunaugen Laichlöcher. Die Weibchen saugen sich oberhalb dieser Senken fest und werden von den Männchen mit dem Hinterleib umschlungen. Das Männchen presst dabei die Eier aus dem Weibchen und gibt sein Sperma dazu. Dabei legt ein einzelnes Weibchen innerhalb weniger Tage bis zu 40.000 Eier, die Elterntiere sterben nach dem Laichen ab.

## Menschen und Flussneunaugen
Im Volksmund werden Flussneunaugen auch Bricke, Pricke oder Prigge genannt. Neunaugen waren vor allem im Mittelalter beliebte Speisefische (siehe auch: Lamprete). Ihre Bestände gingen allerdings durch die zunehmende Verschmutzung der Gewässer und die Zerstörung geeigneter Laichplätze zunehmend zurück, vor allem die Larven reagieren sehr empfindlich auf Sauerstoffmangel. Aus diesem Grund wurde diese Art in das EU-Naturschutzprogramm gemäß FFH-Richtlinie aufgenommen. In Lettland und im schwedischen Västerbotten stehen Flussneunaugen immer noch auf der Speisekarte.
Ein Gebäck mit Flussneunaugen namens Lamprey pie galt jahrhundertelang in England als Delikatesse für den Adel und wurde traditionellerweise bei Königskrönungen als Geschenk überreicht. Aufgrund fehlender Bestände wurden allerdings beim Thronjubiläum von Elisabeth II. 2012 Flussneunaugen aus Kanada verwendet und bei der Krönung von Charles III. 2023 verzichtete man ganz auf den Kuchen aus Rundmäulern.